# Zündorf (Köln)
Zündorf ist ein Stadtteil von Köln im Stadtbezirk Porz im rechtsrheinischen Süden der Stadt.

## Lage und Umgebung
Zündorf liegt im Süden von Köln direkt am Rhein. Östlich grenzt der Stadtteil Zündorf an Elsdorf und Wahn, im Südosten an Libur, im Süden an Niederkassel-Ranzel, im Südwesten an Langel und im Westen an den Rhein. Auf der gegenüberliegenden, westlichen Rheinseite befinden sich die Kölner Stadtteile Weiß und Sürth.
Das heutige Zündorf bestand ursprünglich aus zwei Ortsteilen, Niederzündorf und Oberzündorf, wobei Oberzündorf zunächst der bedeutendere war. Insbesondere durch das Kölner Stapelrecht (1259) erhielt der Hafen in einem alten Rheinarm in Niederzündorf über Jahrhunderte eine besondere Bedeutung und Niederzündorf blühte auf, indem sich Betriebe und Handelshäuser in den zum Marktplatz am Hafen führenden Straßen ansiedelten.
Der Marktplatz wurde 1972 im Rahmen der Neugestaltung der Groov grundlegend umgebaut und zum Rhein hin erhöht. Im Rahmen des Hochwasserschutzkonzeptes der Stadt Köln wurden später noch Fundamente für eine mobile Hochwasserschutzwand gesetzt und zuletzt 2006 u. a. eine weitere Erhöhung von 30 bis 90 cm vorgenommen, damit bis zu einem Hochwasser von 10,70 m Kölner Pegel die umliegenden Gebäude geschützt sind.

## Groov

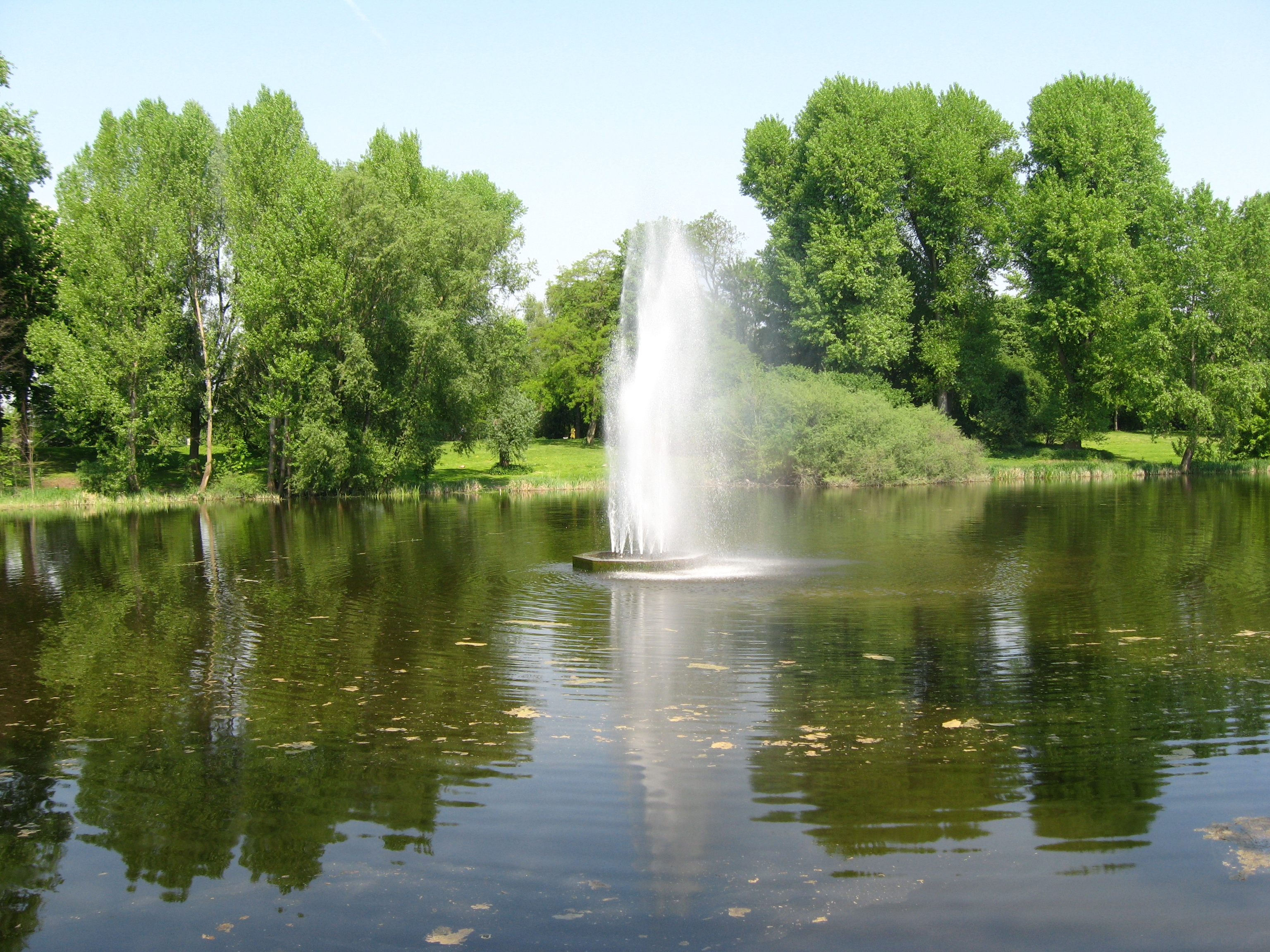
Die Groov im Frühling (2011)

Am Rheinufer von Zündorf liegt das Erholungsgebiet Groov. Ein ehemaliger Rheinarm, wurde früher von einer Insel, Mittelwerth oder Groov genannt, vom Rhein getrennt. Ihm drohte stets eine Versandung – insbesondere nachdem er ab 1831 infolge der Abschaffung des Kölner Stapelrechts weniger genutzt wurde. 1849 wurde die Insel flussaufwärts durch einen Damm mit dem Ufer verbunden. 1862 wurde die „Insel“ durch die Anlage von Buhnen rheinseits erweitert, was zu einer Inselverbreiterung führte. Der untere Rheinarm konnte noch – zuletzt nur noch bei Hochwasser – bis Mitte des 20. Jahrhunderts von Schiffen mit niedrigem Tiefgang angefahren werden.
Der Rheinarm ist heute in zwei Seen unterteilt, die durch zwei Kanalrohre miteinander verbunden sind. Nachdem eine direkte Frischwasserzufuhr nicht mehr vorhanden war, drohte der See umzukippen. Um dies zu verhindern, wird im Sommer über eine schwimmende Fontäne Sauerstoff ins Wasser des unteren Sees geleitet. Der obere Teil des Sees wird zeitweise mit frischem Brunnenwasser versorgt. Dort befindet sich auch eine Verleihstation für Ruder- und Tretboote. Am nördlichen Ende der Groov wurde ein Yachthafen gebaut, der insbesondere von den anliegenden Wassersportclubs genutzt wird.
Die Fähre KroKoLino fährt von Zündorf über den Rhein zum gegenüberliegenden Stadtteil Weiß. Im Sommer ist bei gutem Wetter dort reger Verkehr durch viele Ausflügler. Davon profitiert auch die vielfältige Außengastronomie an der Groov. Der Begriff Groov wird seit der Umgestaltung der Insel, des Hafens und der anliegenden Grundstücke als Freizeitgebiet für dieses gesamte Gebiet bis zum Uferhang verwendet.

## Geschichte
Funde, vor allem bei der Kirche St. Michael in Niederzündorf, belegen die römische Anwesenheit innerhalb des rechtsrheinischen Uferrandstreifens an der Grenze des Imperium Romanum. Hier bestand eine Art freie Zone, dadurch dass der Rhein rechtsrheinisch unter militärischer Beobachtung und Kontrolle der Römer stand. Aus der alten Kirche St. Martin (auch St. Martinus) von Niederzündorf stammt auch ein karolingisches Schrankenfragment und Grabsteine des 10. bis 12. Jahrhunderts. Im Jahr 1008 hatte der Erzbischof Heribert von Köln Besitzungen in Zündorf an die von ihm gegründete Abtei Deutz übertragen. 1155 sind in Udendorp bereits zwei Pastoren erwähnt, so dass wohl auch zwei Gotteshäuser und eine entsprechend bedeutende Ansiedlung angenommen werden können.
Bis 1806 gehörte Zündorf zum Herzogtum Berg, nach der Bergischen Ämtereinteilung wurde der damalige Ort bereits vom Amt Porz verwaltet. 1795 wurde das Amt Porz mit dem Ortsteil Zündorf von französischen Truppen besetzt. In den folgenden Jahren gehörte der Ort zur Mairie Wahn im Kanton Mülheim im Arrondissement Mülheim im Département Rhin im Großherzogtum Berg. Porz kam 1815 an das Königreich Preußen und wurde Teil der Bürgermeisterei Heumar. 1875 wurde der Amtssitz von Heumar nach Porz verlegt.
1901 wurde im Ort Zündorf eine Freiwillige Feuerwehr gegründet. Die Löschgruppe der Freiwilligen Feuerwehr existiert bis heute und ist mit der Eingemeindung in der Stadtgebiet der Stadt Köln in die Strukturen der Feuerwehr Köln überführt worden. 1910 wurde in Porz ein Rathaus für die Bürgermeisterei Heumar errichtet. 1928 wurde sie in Amt Porz umbenannt und 1929 mit dem Amt Wahn vereinigt. Ab 1932 gehörte das Amt Porz zum Rheinisch-Bergischen Kreis. Im September 1951 erhielt die Gemeinde Porz die Stadtrechte. Am 1. Januar 1975 wurde die Stadt Porz mit den anderen Porzer Stadtteilen, u. a. Zündorf, von der Stadt Köln eingemeindet.

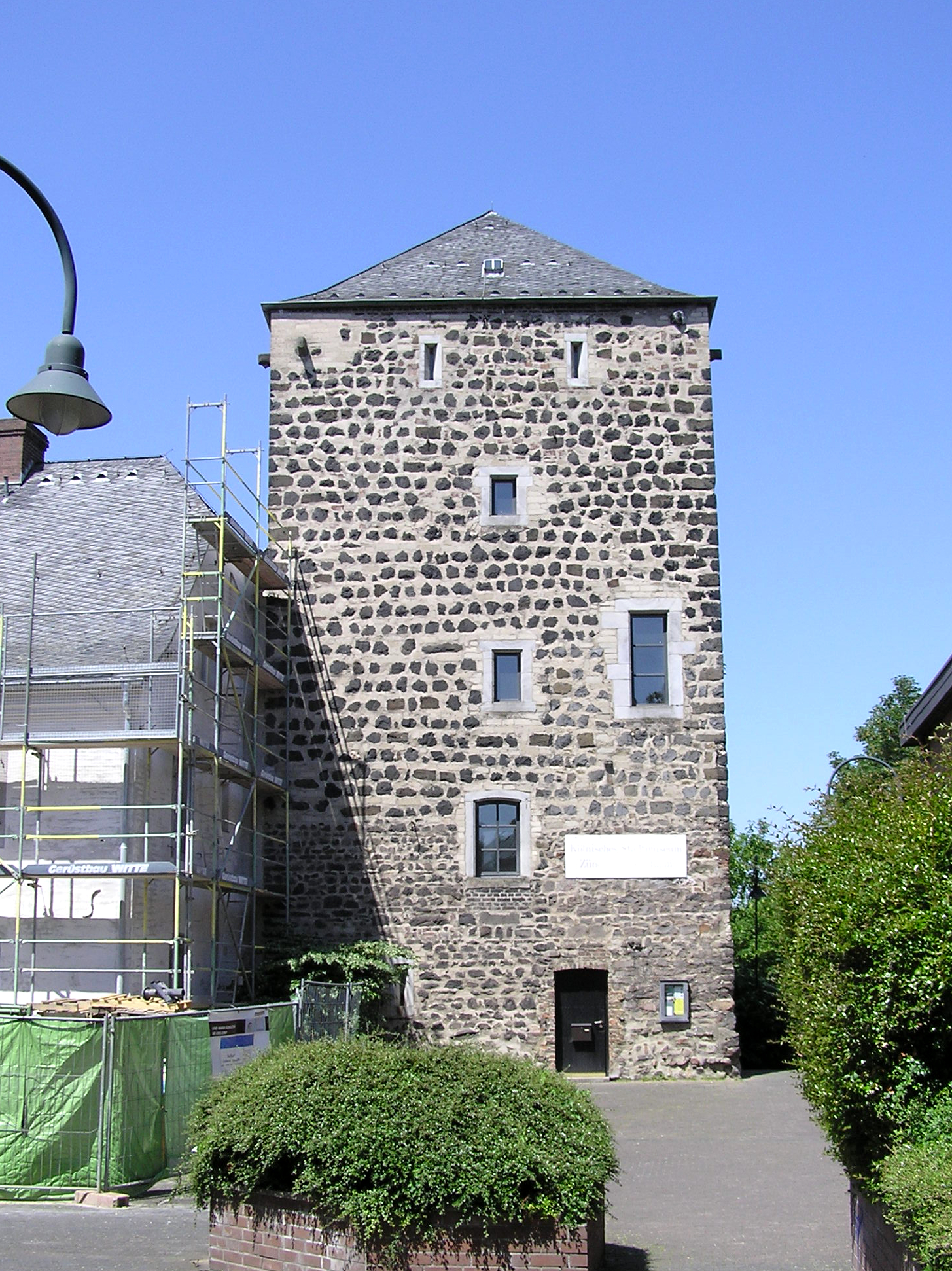
Der Zündorfer Wehrturm (2006)

Im Jahr 1259 bekam die Stadt Köln das Stapelrecht verliehen, welches die Kaufleute zu umgehen suchten; Zündorf wurde infolgedessen zum Hafen und Handelsumschlagplatz für den Warenverkehr mit dem Herzogtum Berg. Als Hafen diente der Rheinarm zwischen der Groov, einer alten Rheininsel und dem Rheinufer. Die auf dem Rhein verschifften Waren wurden in Zündorf auf Wagen umgeladen und um das Stadtgebiet Köln herum auf dem Landweg bis hinter Mülheim am Rhein transportiert. Dies war jedoch nicht ungefährlich. Wem nachgewiesen wurde, dass er das Stapelrecht auf dem Landweg umgehen wollte, dem konnten seine Waren enteignet werden. Als Verladestation flussaufwärts diente die Ortschaft Zündorf, die es dadurch zu Wohlstand bringen konnte.
Nicht nur die Kölner waren auf Zölle oder Zolleinnahmen angewiesen, sondern auch der Herzog von Berg. Seit dem 15. Jahrhundert erhob er in Zündorf als Einnahme den Rheinzoll. Daran mag auch heute noch der Zollturm erinnern, der Zündorfer Wehrturm war in früherer Zeit ein Wohnturm, vermutlich stammt er aus der zweiten Hälfte des 13. Jahrhunderts. Nach einem Brand wurde er 1864 als Lagerraum wieder hergerichtet und 1975–1980 nach Plänen von Gottfried Böhm umgebaut. Der Turm wird vom Heimatverein genutzt, der dort auch Ausstellungen zeigt.
In Zündorf sind zahlreiche historische Gebäude zu sehen: In „Oberzündorf“ die alte Kirche St. Martin und der Börschhof (ehem. Abtshof), eine geschlossene Hofanlage von 1780/81. Das zweigeschossige Herrenhaus und die eingeschossigen Wirtschaftsgebäude sind aus Backstein errichtet. In „Niederzündorf“ sind Fachwerkhäuser, alte Handelshäuser, die als Wohnhaus genutzte Synagoge, die Pfarrkirche St. Mariae Geburt, die alte Kirche St. Michael, ehemalige Klosterkapelle sowie der Turmhof aus dem 14. Jahrhundert besonders sehenswert. Das an den Turm angebaute historische Gebäude wurde Ende des 20. Jahrhunderts längere Zeit als Restaurant genutzt, dient aber jetzt wieder Wohnzwecken. Das heutige Herrenhaus wurde 1771 gebaut.
Die Kirchen St. Martin und St. Michael zählen zu den kleineren Romanischen Kirchen in Köln.

## Bevölkerungsstatistik
Struktur der Bevölkerung von Köln-Zündorf (2021):
- Durchschnittsalter der Bevölkerung: 47,4 Jahre (Kölner Durchschnitt: 42,3 Jahre)
- Ausländeranteil: 12,3 % (Kölner Durchschnitt: 19,3 %)
- Arbeitslosenquote: 6,8 % (Kölner Durchschnitt: 8,6 %)

## Eingemeindung
Die Stadt Köln versuchte seit 1923, die Stadt Porz mit dem Vorort Zündorf einzugemeinden. Im Rahmen der kommunalen Neuordnung erfolgte dann zum 1. Januar 1975 die Eingemeindung nach Köln. Spätere Versuche, dies rückgängig zu machen, so unter anderem über den Kettwiger Kreis, scheiterten.

## Jüdische Gemeinde
In Zündorf gab es eine Jüdische Gemeinde mit einer Synagoge auf der Hauptstraße. Die Familie Salomon betrieb in der Marktstr. 7 eine beliebte Metzgerei. Die Juden wurden in der Hitlerzeit vertrieben und zum Teil ermordet. Die Synagoge wurde in ein Wohnhaus umgewandelt. Heute erinnert noch der jüdische Friedhof am Gartenweg an diese Zeit. Dort haben Beerdigungen zwischen 1930 und 1940 stattgefunden.

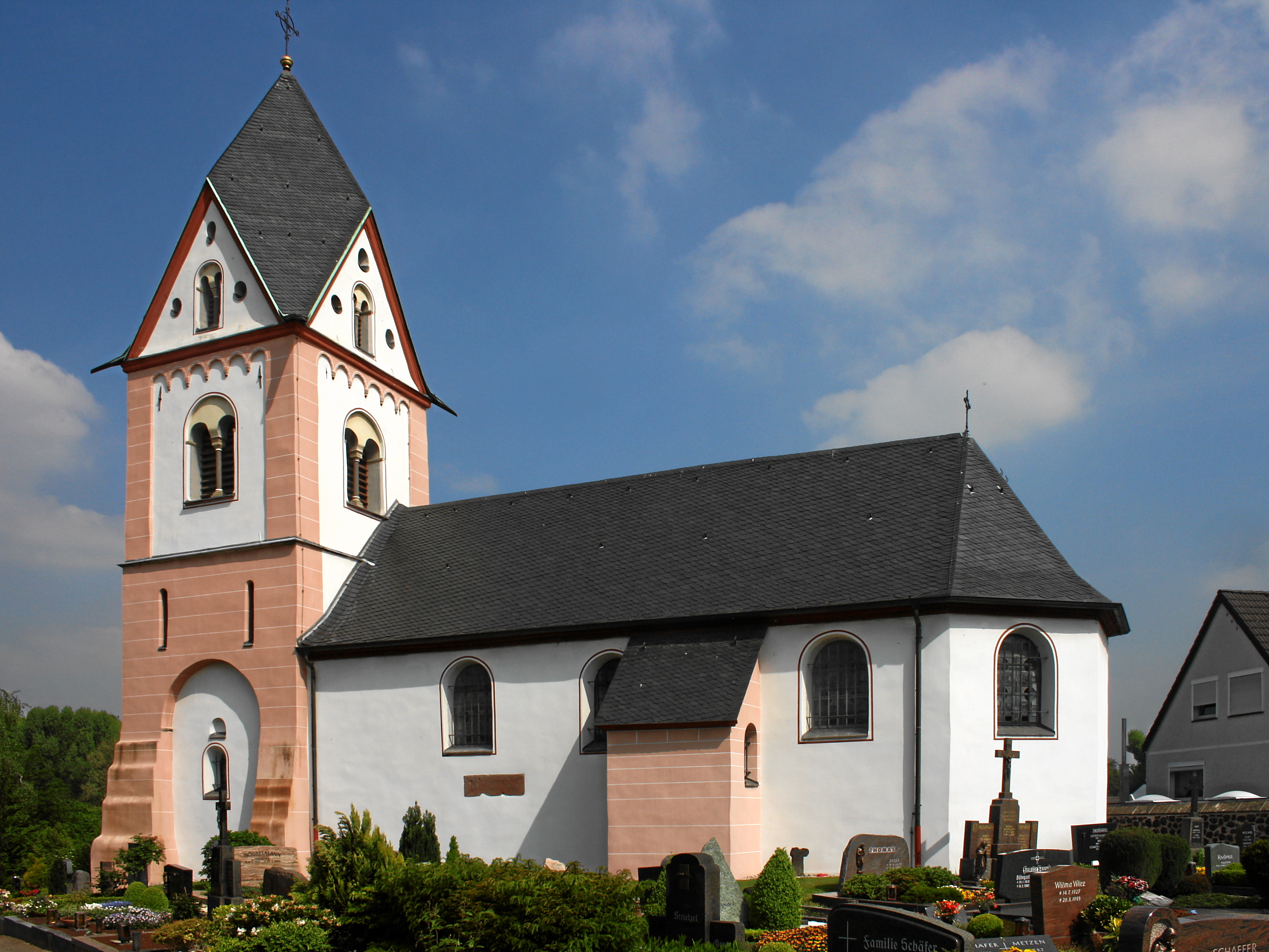
Kapelle St. Michael
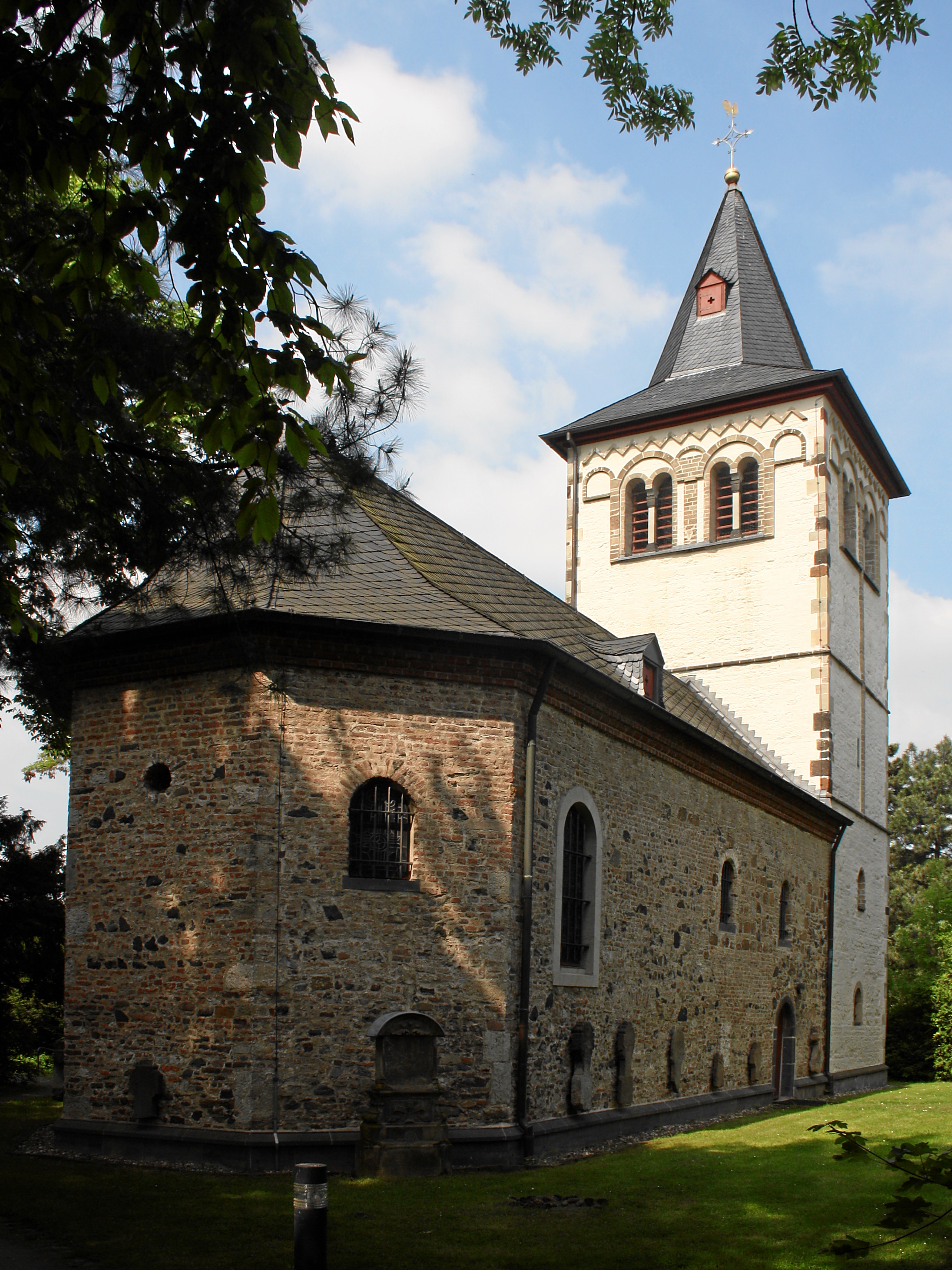
St. Martinus
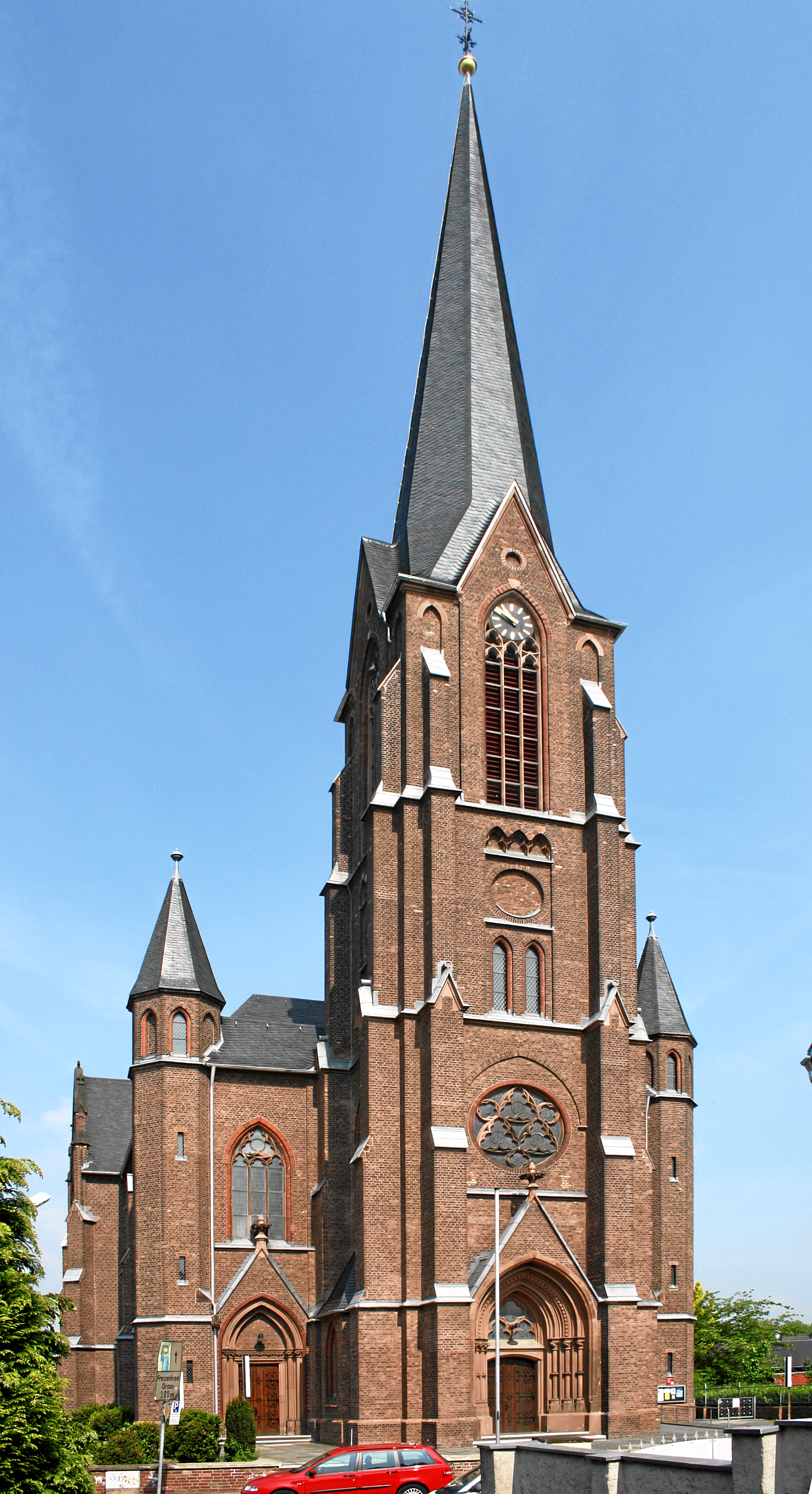
Katholische Kirche St. Mariae Geburt
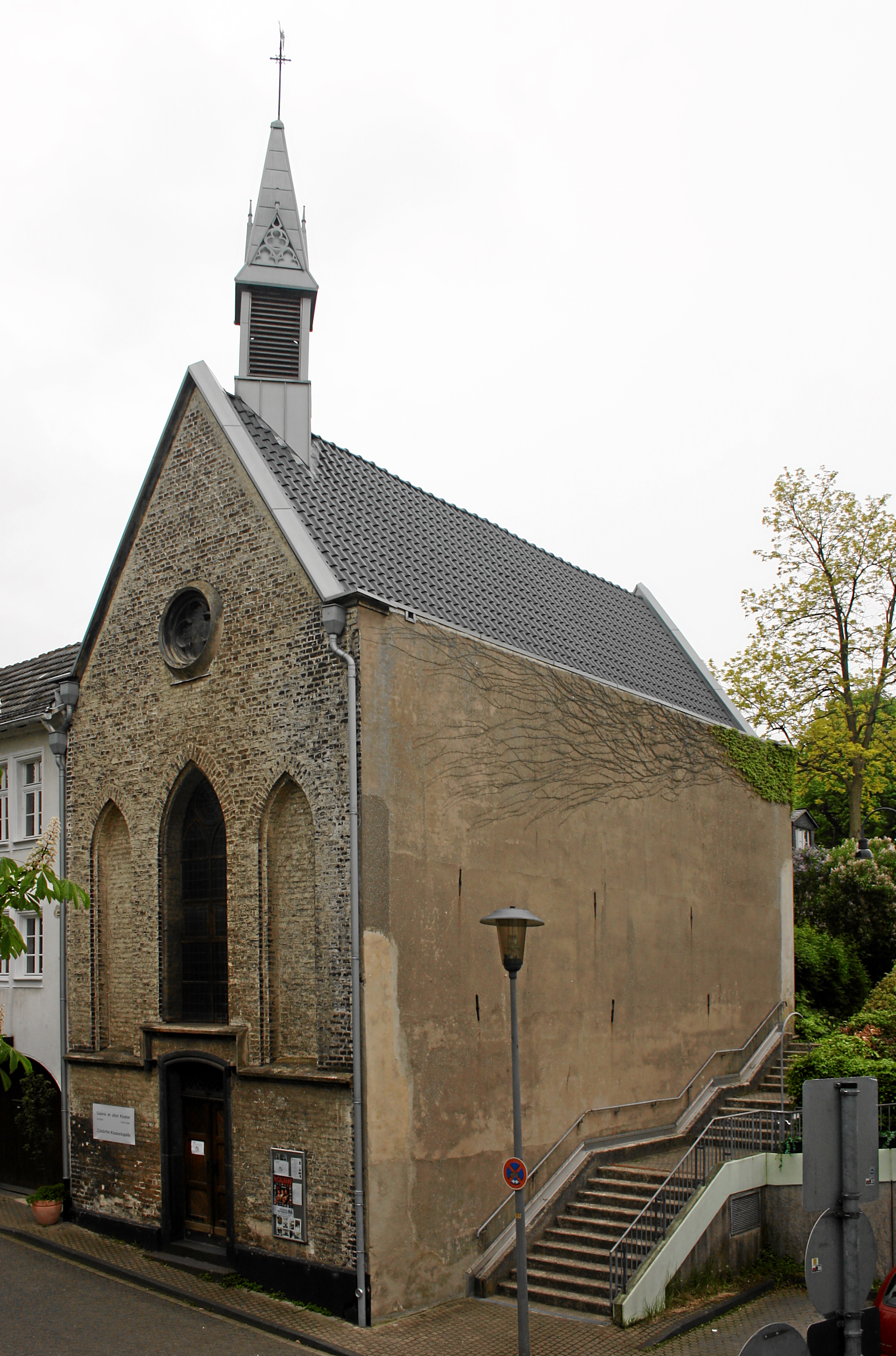
ehem. Klosterkapelle
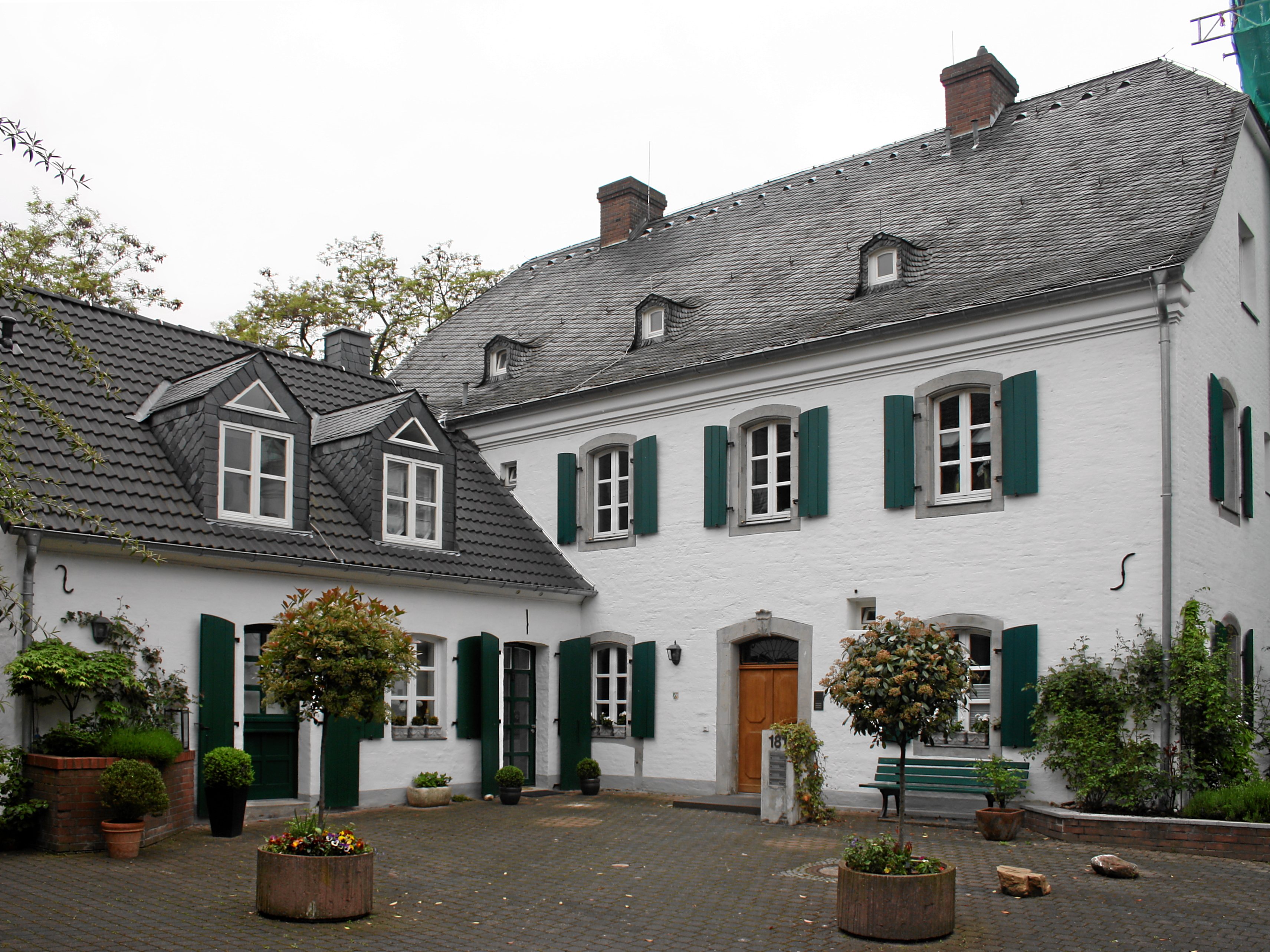
Turmhof
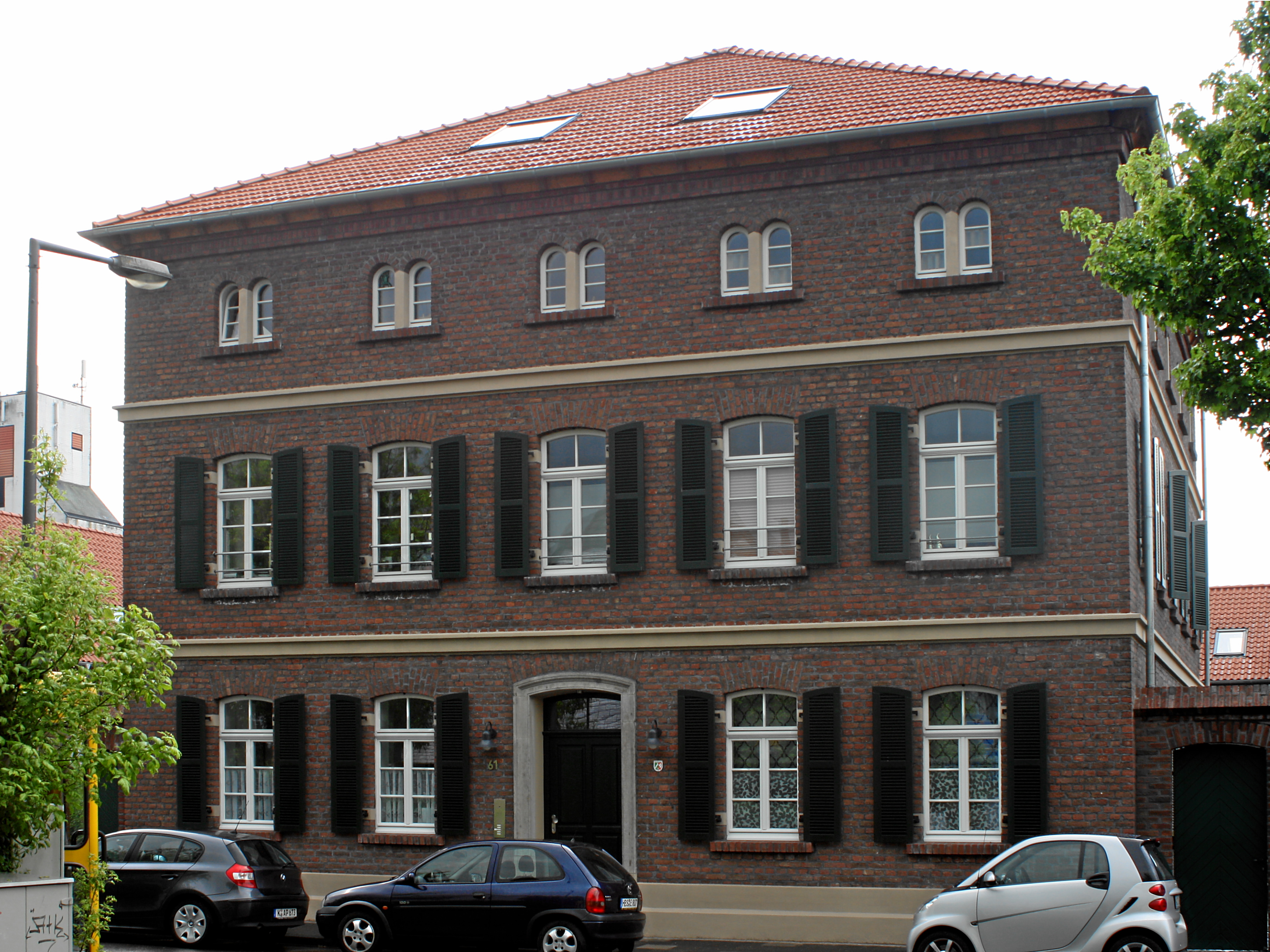
Abts- oder Börschhof

## Fähren, Schifffahrt
Da Zündorf am Rhein lag, ist es wahrscheinlich, dass dort seit Jahrhunderten der Fluss mit Booten überquert wurde. Allerdings durften bis ins 17. Jahrhundert zwischen Mondorf und Köln-Deutz keine zollpflichtigen Güter bzw. Fahrzeuge oder Vieh über den Rhein gesetzt werden. 1317 wird erstmals eine „Fährverbindung von Zündorf nach Weiß“ beschrieben. Der erste erwähnte Fährmann scheint ein Johannem Gilles gewesen zu sein.
1869 schuf der Zündorfer Matthias Weber die erste Verbindung nach Köln mit einem Schraubendampfer, woraus sich später die heute noch in Köln existierende Firma „Weberschiff“ entwickelte. 1909 bzw. 1911 beantragte Balthasar Platz von der Restauration „Zur Rheinlust“ (heute Groov-Terrassen) Fährverbindungen aus dem alten Rheinarm nach Porz bzw. Weiß. Zudem gab es eine „Marktschiffahrt“ von Zündorf nach Köln.
Der Fährbetrieb Zündorf – Weiß wurde um 1953 eingestellt. 1987 erhielt Heiko Dietrich die Genehmigung, zwischen Zündorf und Weiß einen Fährbetrieb einzurichten. Im September nahm er den Fährbetrieb mit einem umgebauten kleinen, holländischen Schiff, der „Frika“, auf, später folgten die kleineren Boote „Krokodil“ und „Krokolino“, die er je nach Betrieb einsetzt. Heute (2010) fährt er im Sommer täglich, im Winter ist Pause und in den Übergangszeiten nur an Sonn- und Feiertagen.

## Schulen
- Irisweg offene Ganztagsschule
- Schmittgasse Grundschule
- Schulzentrum an der Heerstraße: Wilhelm-Busch-Realschule und die Johann-Amos-Comenius-Hauptschule
- Lessing-Gymnasium Köln

## Vereine

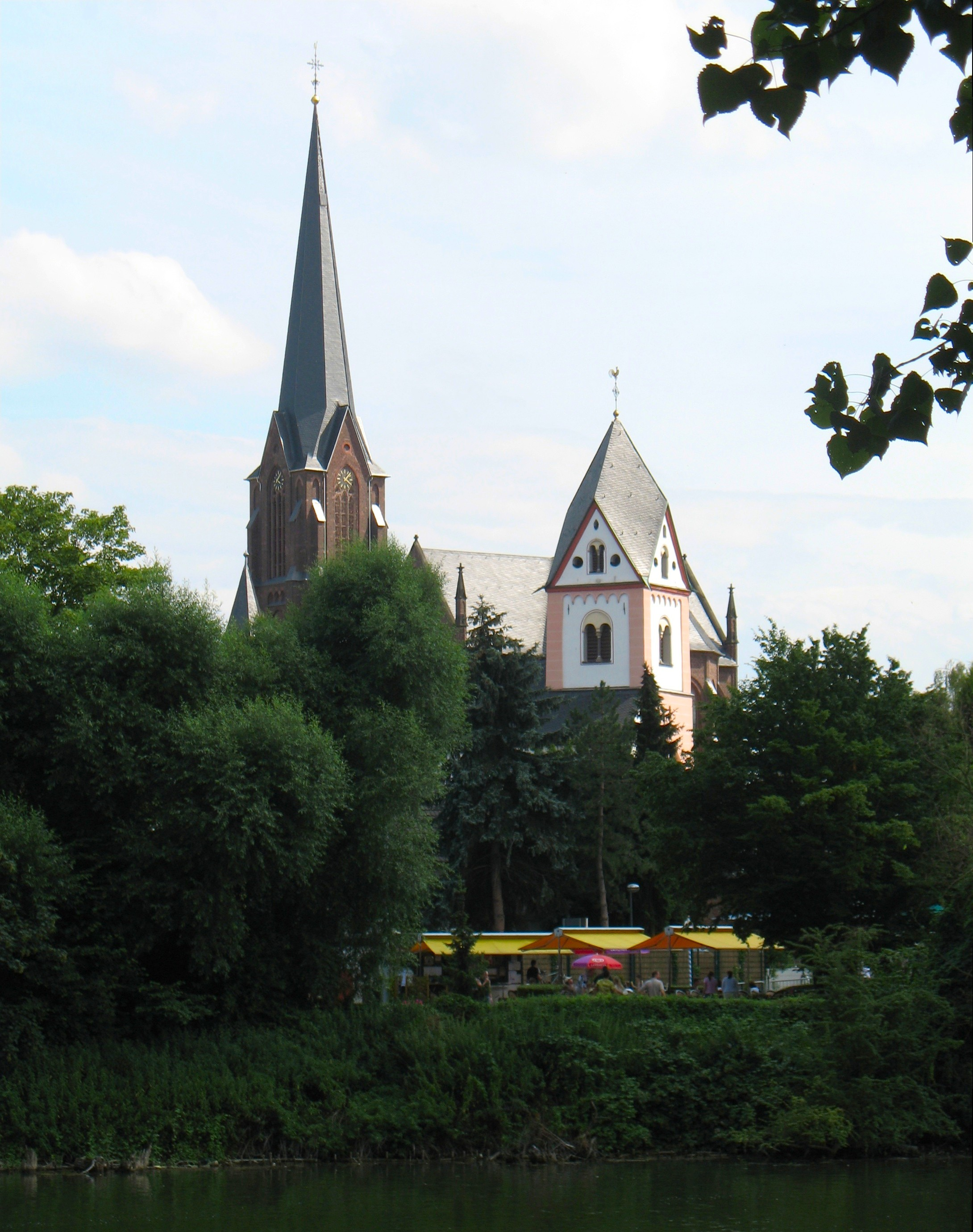
Die Kirchen St. Michael (vorne) und St. Mariae Geburt (hinten)

### Sport
Einer der größten Vereine in Zündorf ist der 1914 gegründete Turn- und Sportverein TV Rheingold Zündorf. Er bietet diverse Breitensportarten, Turnen, Leichtathletik, Volleyball, Badminton und andere Ballspiele an. Der Fußballverein FC Germania Zündorf wurde 1913 gegründet und hat neben den Herrenfußballteams eine Damengymnastikgruppe und eine Inklusionsmannschaft. Ein bekannter Spieler aus diesem Verein ist Jupp Röhrig, ein Fußballnationalspieler aus den 1950er Jahren, der seine Laufbahn in den 1930ern bei Germania Zündorf begann. Der Minigolfclub 1. Porzer MGC Grün-Weiß 1969 e. V. entsendet regelmäßig Spieler verschiedener Klassen zu deutschen Meisterschaften. Im Tennissport ist der TC Blau-Weiß Zündorf, der 1986 gegründet wurde, im Stadtteil zuhause.
Im Bereich Wassersport sind in Zündorf der Club für Wassersport (Rudern, Segeln, Motorboot) sowie der Kanuverein Zugvogel mit rund 200 Mitgliedern aktiv, der sich auch im Schulsport engagiert.

### Jugendarbeit
Im Bereich der Jugendarbeit ist die Pfarrjugend-Gemeinschaft-Zündorf e. V. (kurz PJG) tätig, die mit ihren ehrenamtlichen Leitergruppen wöchentliche Gruppenstunden sowie ein gemeinsames Zeltlager mit mehr als 100 Teilnehmern organisiert.

### Kultur
Der 1987 gegründete Kulturverein Zündorfer Klosterkapelle bemüht sich um die Erhaltung der neugotischen Kapelle des ehemaligen Klosters in Niederzündorf als Ort für kulturelle Veranstaltungen. Die zwei in Zündorf beheimateten Karnevalsvereine sind die KG Fidele Grön-Wieße Rezag Porzer Ehrengarde e. V. und das Garde-Korps Köln / KG „Blau-Weiß Zündorf“ von 1928 e. V.
Die 1985 neu gegründete Chorgemeinschaft Cäcilia Zündorf ging aus dem Pfarrgesangsverein Cäcilia Zündorf von 1870 hervor. Die ca. 80 Sänger und Sängerinnen geben unter anderem Konzerte in der Kölner Philharmonie. Der auch regional und überregional auftretende, gemischte Gospelchor Spirit of Change der Gemeinde St. Mariae Geburt wurde 1998 gegründet und hat rund 80 Mitglieder (Stand: Mai 2015) sowie eine eigene Band.

### Natur
Der Verein Die Groov-Paten setzt sich mit rund 100 Mitgliedern für den Erhalt, die Pflege und die Verbesserung des Landschaftsschutzgebietes Zündorfer Groov, den Denkmalschutz und Jugendinteressen sowie Heimat- und Brauchtumspflege ein.

## Regelmäßige Veranstaltungen

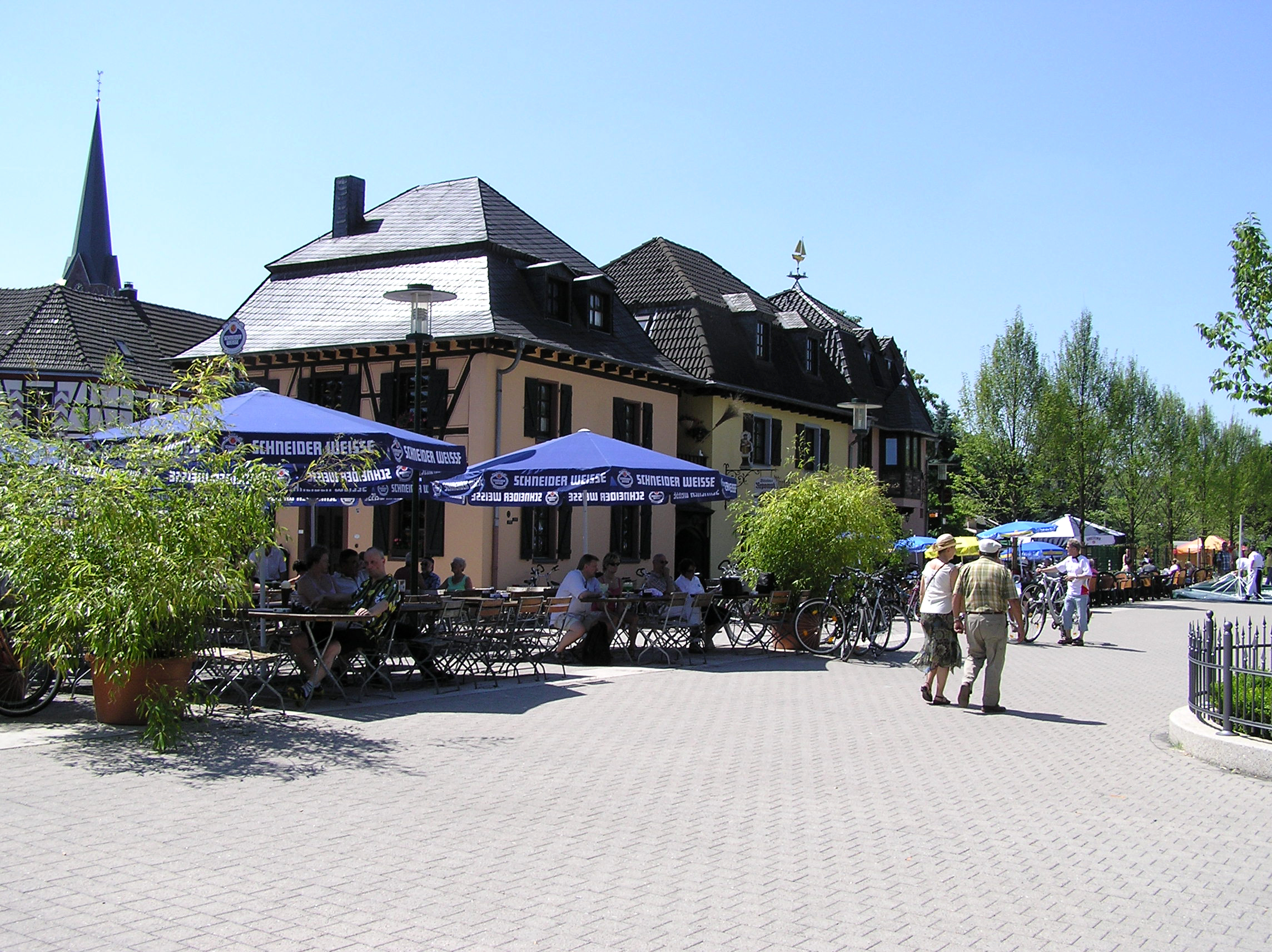
Am Marktplatz an der Groov

Jährlich ab Christi Himmelfahrt wird von der CDU das viertägige Porzer Inselfest an der Groov veranstaltet. Neben einem Volksfest mit Fahrgeschäften wird ein historischer Handwerkermarkt sowie ein Kinderflohmarkt und zum Abschluss ein Höhenfeuerwerk durchgeführt.
Der Ädäppelsdag (Kölsch: Kartoffeltag) ist ein vom Ortsverein der SPD ausgerichtetes Fest bei dem sich lokale Handwerksbetriebe präsentieren können. Den Höhepunkt dieses Festes bildet der Wettbewerb um die dickste Kartoffel.

## Verkehr

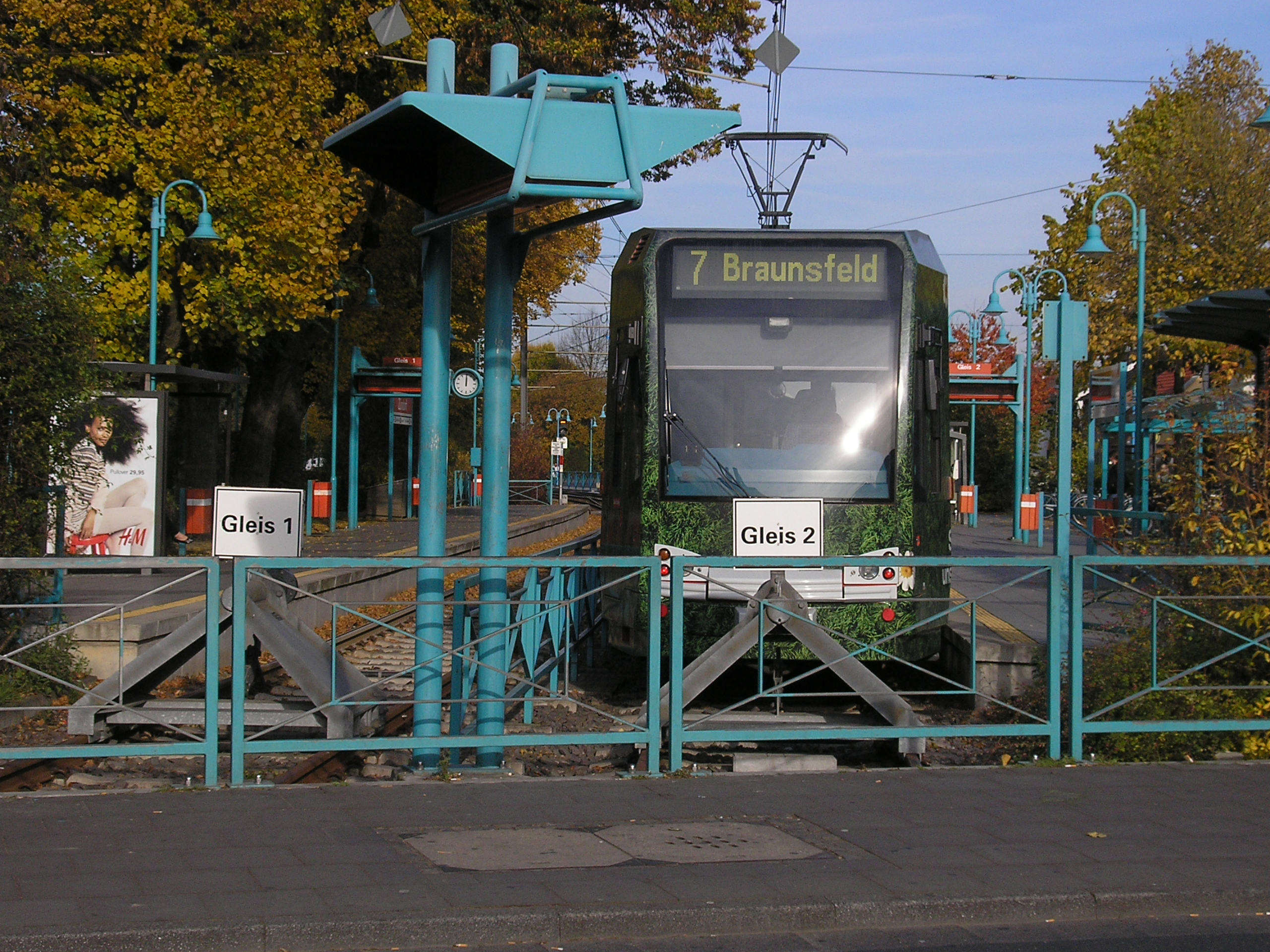
Endstation der Stadtbahnlinie 7 (2009)

Zündorf ist Endstation der Stadtbahnlinie 7 der Kölner Verkehrs-Betriebe. Diese verbindet den Ort mit Porz, der Kölner Innenstadt und Frechen.
| Linie | Verlauf / Anmerkungen | Takt (Mo–Fr)                                                       |
| ----- | --- | ------------------------------------------------------------------ |
| 7     | Frechen-Benzelrath – Frechen – Marsdorf – Lindenthal – Aachener Str./Gürtel – Moltkestraße – Rudolfplatz – Neumarkt – Heumarkt – Poll – Westhoven – Ensen – Porz Markt – Zündorf | 10/20 min (Benzelrath–Aachener Str.) 10 min (Aachener Str–Zündorf) |

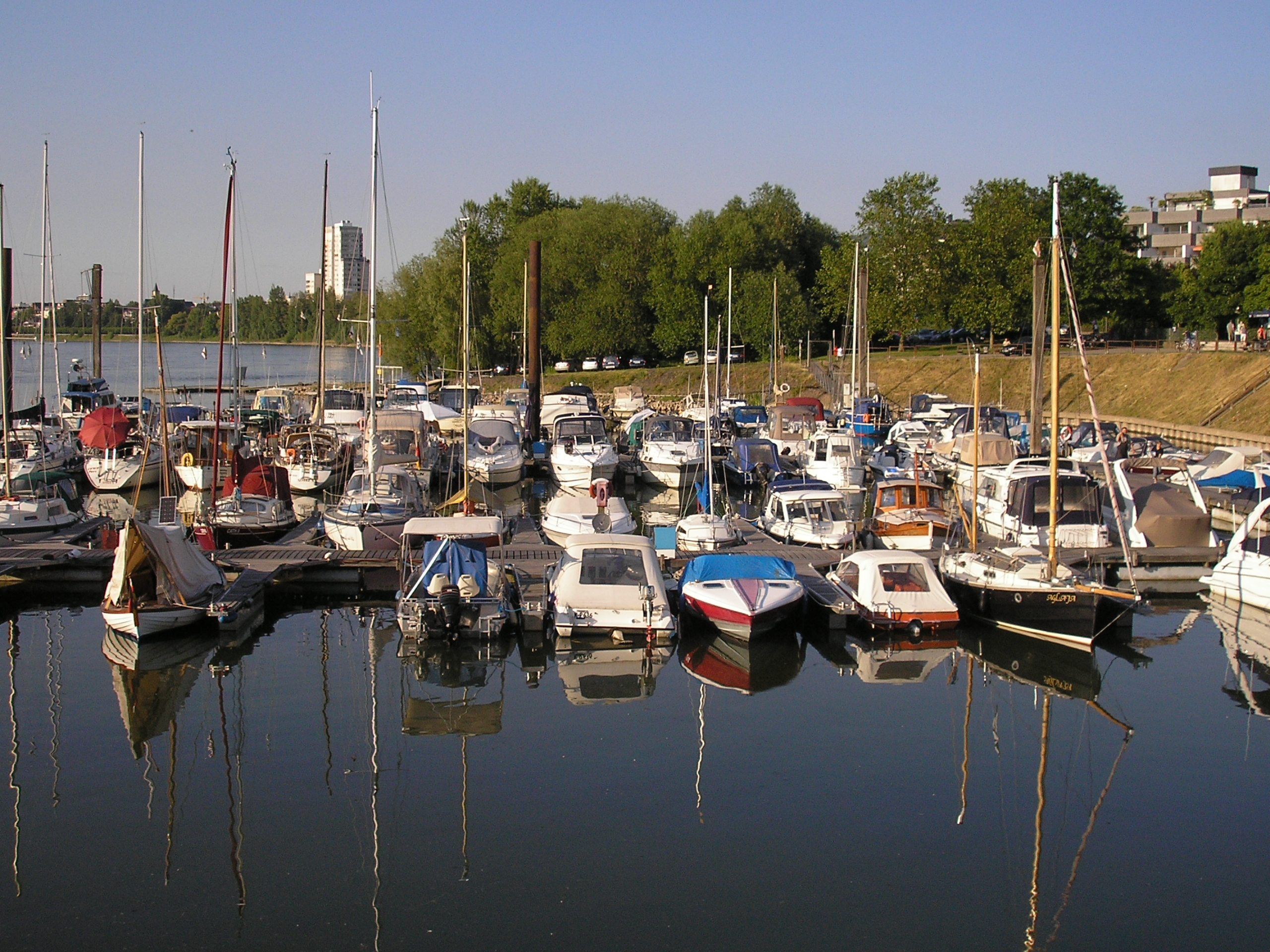
Yachthafen
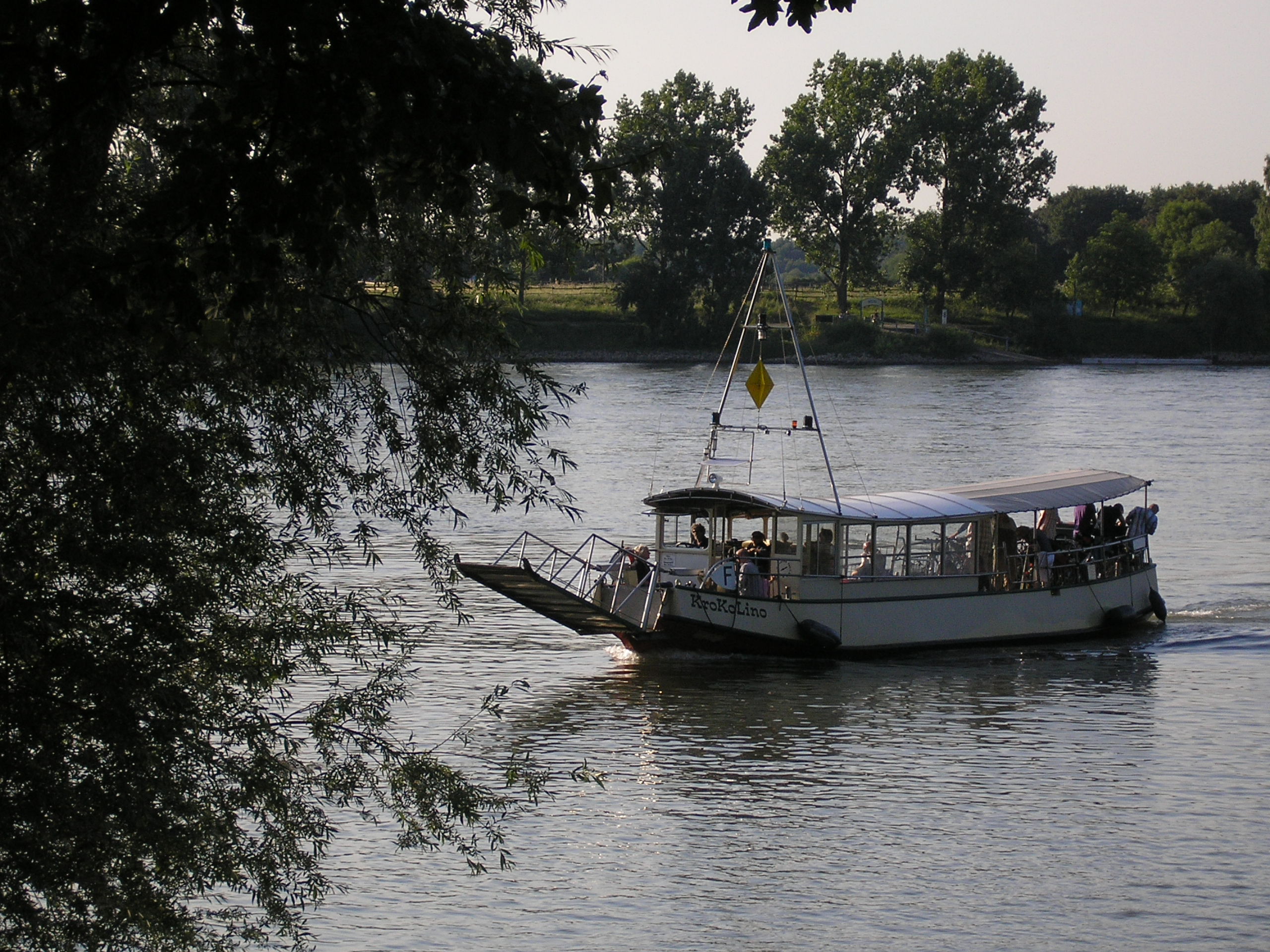
Personenfähre KroKoLino

## Wirtschaft
Heute sind in Zündorf im Gegensatz zu früheren Jahrhunderten keine größeren oder überregional bedeutsamen Firmen mehr ansässig. Es hat sich jedoch noch eine landwirtschaftliche Tradition mit einigen wenigen Bauernhöfen erhalten.
Infolge des Kölner Stapelrechts (1259) siedelten sich Betriebe und Handelshäuser insbesondere in Nieder-Zündorf an. Ab 1831 wanderten die Unternehmen hauptsächlich wegen der Abschaffung des Kölner Stapelrechts wieder ab.
Von besonderer Bedeutung waren:
- Handelshäuser
  - Judenduck
  - Boullé
  - Huth
  - Pelletier
- Brauereien
- Adelenhütte
- Fischerei
- Fähr- und Schifffahrtsbetriebe

Es gab neben den üblichen Handwerksbetrieben und Geschäften kleinere Betriebe, deren Tradition in Zündorf unterging:
- Glasmacher
- Seifensiederei
- Tuchhändler
- Weinhandel
- Fassbinder
- Katun- und Bläufärberei
- Wollspinnerei
- Horndrechslerei
- Tabakspinner
- vermutl. auch Tonverarbeitung